# Mlaștina Satchinez (sit SPA)
Mlaștina Satchinez este o arie protejată (arie de protecție specială avifaunistică — SPA) din România întinsă pe o suprafață de 268,7 ha, integral pe uscat.

## Localizare
Situl se întinde pe teritoriul administrativ al comunei Satchinez din județul Timiș. Centrul sitului Mlaștina Satchinez este situat la coordonatele 45°57′43″N 21°03′33″E / 45.961956°N 21.059072°E.

## Înființare
Situl Mlaștina Satchinez a fost declarat arie de protecție specială avifaunistică (ROSPA0048) în octombrie 2007 pentru a proteja mai multe specii avifaunistice. Acesta se suprapune cu rezervația naturală Mlaștinile Satchinez și situl de importanță comunitară Mlaștina Satchinez.

## Biodiversitate
Situată în ecoregiunea stepică, aria protejată nu include niciun habitat protejat.
La baza desemnării sitului se află 32 specii de păsări protejate la nivel european sau aflate pe lista roșie a IUCN, astfel: privighetoare de baltă (Acrocephalus melanopogon),  pescăruș albastru (Alcedo atthis), stârc roșu (Ardea purpurea), stârc galben (Ardeola ralloides), rață roșie (Aythya nyroca), buhai de baltă (Botaurus stellaris) 
chirighiță-cu-obraz-alb (Chlidonias hybridus), chirighiță neagră (Chlidonias niger), barză albă (Ciconia ciconia), barză neagră (Ciconia nigra), erete de stuf (Circus aeruginosus), erete vânăt (Circus cyaneus), erete sur (Circus pygargus), dumbrăveancă (Coracias garrulus), cristel de câmp (Crex crex), ciocănitoare de grădină (Dendrocopos syriacus), egretă albă (Egretta alba), egretă mică (Egretta garzetta), șoim călător (Falco peregrinus), vânturel de seară (Falco vespertinus), vultur sur (Gyps fulvus), piciorong (Himantopus himantopus), stârcul pitic (Ixobrychus minutus), sfrâncioc roșiatic (Lanius collurio), sfrânciocul cu frunte neagră (Lanius minor), stârc de noapte (Nycticorax nycticorax), cormoran mic (Phalacrocorax pygmeus), bătăuș (Philomachus pugnax), lopătar (Platalea leucorodia), țigănuș (Plegadis falcinellus), ciocîntors (Recurvirostra avosetta) și fluierar de mlaștină (Tringa glareola).